# Suurpea
Suurpea är en ort i Estland. Den ligger i Kuusalu kommun och Harjumaa, i den norra delen av landet, 60 km öster om huvudstaden Tallinn. Antalet invånare är 174.
Suurpea ligger på halvön Pärispea poolsaar vid bukten Hara laht. Terrängen runt Suurpea är platt. Havet är nära Suurpea åt nordväst. Runt Suurpea är det mycket glesbefolkat, med 7 invånare per kvadratkilometer. Närmaste större samhälle är Loksa, 5,4 km söder om Suurpea. I omgivningarna runt Suurpea växer i huvudsak blandskog.
Inlandsklimat råder i trakten. Årsmedeltemperaturen i trakten är 3 °C. Den varmaste månaden är juli, då medeltemperaturen är 18 °C, och den kallaste är januari, med −11 °C.